# Chlorogomphus urolobatus
Chlorogomphus urolobatus – gatunek ważki z rodziny Chlorogomphidae. Miejsce typowe to prowincja Fujian w południowo-wschodnich Chinach.